# 多人在线战斗竞技场游戏

典型的多人線上戰鬥競技場遊戲地圖，分為上、中、下三路。

多人線上戰鬥競技場遊戲（MOBA）或称作多人在线战斗擂台游戏，又可定义为动作即时战略游戏（ARTS），源自 RTS 即时战略游戏，是 MMO 游戏的子类别。從魔獸爭霸III玩家自定義地圖開始廣爲傳播。玩家通常會被分为两队，通常每個玩家只能控制其中一隊中的一名角色，以打垮對方隊伍的陣地建築為勝利條件。
但有些多人線上戰鬥競技場遊戲1個玩家可以控制2至3名角色，或2位玩家控制1名角色，例如，《DOTA2》中的陈、米波、天穹守望者；暴雪英霸中的失落的維京人、雷克薩與丘加利，王者荣耀中的元歌，决战！平安京中的傀儡师及傳說對決的依夏和夢夢等。

## 屬於多人線上戰鬥競技場的遊戲
- DotA
- 澄海3C
- Dota 2
- 英雄联盟
- 英雄聯盟：激鬥峽谷（英雄联盟手機版）
- 暴能特區
- 起凡游戏
- DotA Allstars
- 超神英雄
- 半神（英语：Demigod (video game)）
- 天翼决（英语：Realm of the Titans）
- 中土守护者（英语：Guardians of Middle-earth）
- 无限危机
- 暴雪英霸
- 虚荣
- 神之浩劫
- 魔獸爭霸III: 信長之野望
- 魔獸爭霸III: 三國無雙
- 英魂之刃
- 王者荣耀
- 傳說對決
- 決戰！平安京
- 非人学园
- 幻想全明星
- 光影对决（光與暗的对决）
- 戰歌 (War Song)
- 小米超神
- 漫威超級戰爭
- Adversator
- 夢三國 / 闇三國 / 夢三國手遊
- 無盡對決 (Mobile Legends)
- 寶可夢大集結 (Pokémon UNITE)
- 全民超神
- Heroes Arena
- 王牌传奇
- JUMP：群星集結

## 結合多人線上戰鬥競技場和其他模式遊戲

### 大逃殺遊戲
- 孤島先鋒
- 王者荣耀（邊境突圍模式）
- 幻想全明星
- 蛋仔派对

### 其他
- 荒野亂鬥